# Phylocentropus antiquus
Phylocentropus antiquus is een fossiele soort schietmot uit de familie Dipseudopsidae.